# Ledinghem
Ledinghem település Franciaországban, Pas-de-Calais megyében. Lakosainak száma 317 fő (2022. január 1.). Ledinghem Bléquin, Bourthes, Campagne-lès-Boulonnais, Nielles-lès-Bléquin, Senlecques és Vaudringhem községekkel határos.

## Népesség
A település népességének változása:
| Lakosok száma | 328  | 332  | 336  | 338  | 334  | 331  | 327  | 323  | 317  |
|               | 2013 | 2015 | 2016 | 2017 | 2018 | 2019 | 2020 | 2021 | 2022 |